# ورویو
ورویو (به ایتالیایی: Vervio) یک کومونه در ایتالیا است که در استان سوندریو واقع شده‌است.

## خصوصیات
ورویو ۱۲٫۶ کیلومترمربع مساحت و ۲۳۰ نفر جمعیت دارد.